# Pasarela colgante de Polvorines
La pasarela colgante de Polvorines es una pasarela colgante sobre el río Tajo en la ciudad de Toledo (España).
Conecta la antigua Fábrica de Armas de Toledo, donde hoy se ubica la Universidad, con un parque donde se ubicaban los polvorines al otro lado del río Tajo, en una zona de singular belleza con unas magníficas vistas de la ciudad. En este lugar  a comienzos del siglo XX existía una pasarela también colgante con tablero en celosía, que destruida por una riada del Tajo. El proyecto actual ha sido redactado  por el estudio de arquitectura e ingeniería Estudio AIA. 
Se trata de un puente colgante con tablero en forma de artesa de acero y hormigón de 105 m de luz y 6 m de ancho, el tablero se suspende de cuatro pilonos metálicos de acero de 21,00 m de altura. El cable de suspensión es cerrado de 84 mm de diámetro. Las péndolas o elementos de cuelgue son de cable cerrado de 16 mm. La retenida se realizó con tubo estructural de 219.25 mm.
El puente fue construido tendiendo el cable entre pilonos y sustentando el tablero en cinco dovelas metálicas, posteriormente se hormigonó la losa superior del tablero.